# The Brig
The Brig (titulado "'La bodega" en España y "Doble venganza" en Latinoamérica) es el décimo noveno episodio de la tercera temporada de la serie Lost. Locke se separa de Los Otros, para tratar de convencer a Sawyer, que le ayude a resolver un problema en común; un nuevo habitante de isla revela una información espantosa sobre el vuelo de los supervivientes. FLASHBACK de John Locke.

## Trama
Kate despierta en la noche al lado de Sawyer, y después de una charla rápida, se va. Sawyer sale luego, observa a Hurley y Jin de pie fuera de una tienda y orina en la selva. De repente, Locke emerge de los árboles y le pide a Sawyer ayuda. Sawyer, por supuesto, es escéptico y le pregunta el motivo. Locke le dice que se ha infiltrando el campo de "los otros" y ha tomado como rehén a Ben, y necesita a Sawyer para que lo mate. Sawyer está aún incrédulo, así que Locke le explica que "los otros" tienen archivos de todos los sobrevivientes. Locke da vuelta a las hojas, pero Sawyer sigue renuente.
La mañana siguiente, Charlie entra en la tienda de la cocina para apropiarse de un poco de alimento para Naomi. Allí Jack lo enfrenta. Le pregunta por su viaje para acampar con Desmond, Jin y Hurley, y le solicita que en el futuro lo lleven.
Mientras Jin da a Naomi la comida, Charlie y Hurley discuten con Desmond si deben contarle a Jack sobre esta paracaidista. Desmond cuestiona la lealtad de Jack, y le pregunta a Charlie y Hurley si todavía confían en él después de que pasó dos semanas con "los otros" y luego llegó con Juliet. Dice que necesitan traer a alguien en que puedan confiar, y Hurley va por Sayid. 
Mientras que Locke y Sawyer van a través de la selva, Locke menciona ciertos aspectos de la vida de Sawyer, con lo que lo encoleriza. Locke entonces le revela que no ha sido capaz de matar él mismo a Ben. Los dos continúan su caminata. Llegan a la "Roca Negra". Locke conduce a Sawyer adentro y lo lleva al calabozo del buque encallado, donde está encadenado un hombre, amordazado y encapuchado. Una vez adentro, Sawyer se encuentra atrapado, contra su voluntad, mientras Locke se sienta pacientemente afuera. 
Hurley encuentra a Sayid cavando en la selva, y lo lleva a la tienda donde tienen a Naomi. Sayid admira la decisión de Charlie de no contarle a Jack, y entra en la tienda. Una vez allí, Naomi explica que Penny Widmore la contrató para buscar a Desmond. Ella recibió unas coordenadas que la llevaron al centro del océano, pero al regresar se estrelló inesperadamente contra la isla. También cuenta que los restos del vuelo 815 fueron encontrados bajo el agua, cerca de Bali, y todos los pasajeros a bordo estaban muertos. Sayid duda de ella y le pregunta por el paradero de su helicóptero. Naomi, ofendida, le muestra su teléfono satelital y le dice que no lo rescatará a él. 
Rousseau entra en la "Roca Negra", y se sorprende al ver a Locke. Ella toma una caja de dinamita y se la lleva. Todavía en el calabozo, Sawyer comienza a perder paciencia con el hombre encapuchado, y le quita la capucha, sólo para ver que no es Ben - es Anthony Cooper. Ambos están igualmente confundidos, pero el Cooper le explica que estaba implicado en una colisión de un coche y lo último que recuerda es que un paramédico lo subía en una ambulancia y concluye que cree que están en el infierno. Entonces le cuenta que Locke es su hijo y comienza a explicar cómo lo estafó para que le diera un riñón. Sawyer le pregunta su nombre, entonces admite que "Anthony Cooper" es solamente otro alias, y entre otros nombres usó el de "Tom Sawyer". Sawyer concluye que Anthony Cooper es el "Sawyer" que ha estado buscando a través de su vida, el mismo que es responsable de la muerte de sus padres. De la ofuscación pasa a la ira y comienza a estrangular a Cooper con sus cadenas hasta que eventualmente sucumbe por asfixia. 
Locke saca a Sawyer y le habla del propósito de Juliet al unirse a los sobrevivientes, y le entrega el dictado que hizo a los otros, como evidencia. 
En la playa, Sayid y Hurley intentan reparar la radio de Naomi, que parece ser de una tecnología que Sayid no conoce, pero él insiste en repararlo. Sin embargo, las interferencias atmosféricas producen ruidos que Kate escucha, por lo que se acerca curiosa para hacer preguntas. Al principio, Sayid es renuente, pero finalmente tiene que contarle a Kate sobre Naomi y le pide que no le diga nada a Jack. Pero Kate se va inmediatamente a donde Jack y le pide hablar privado. Jack, sin embargo, le exige que lo que tenga que decir lo diga delante de Juliet, con la cual él estaba hablando. Kate les cuenta ambos sobre Naomi. Entonces Jack y Juliet discuten sobre si le dicen o no a Kate algo. 
Los retrocesos muestran los pasados 8 días de Locke. Locke le pregunta a Ben y Tom por qué su padre está en la isla y Ben responde que el mismo Locke lo trajo. Cuando Locke le quita la mordaza a Cooper, este lo muerde ferozmente. Sale y Ben invita a Locke para que los acompañe y Locke acepta. 
Unos días después, Locke y "los otros" acampan en un claro en el centro de la selva. Locke ayuda a Cindy a armar su tienda, por lo cual ella explica que "los otros" están emocionados porque él está ahí con ella. Después Ben convoca a Locke y le dice que debe matar a Cooper para hacerse uno de ellos. Esa noche, sin embargo, Locke es incapaz de ir a hacerlo. La mañana siguiente, Richard lo enfrenta, y le explica que Ben sabía que él no lo haría y quiso desconcertarlo. Luego le muestra el archivo de Sawyer y le sugiere que él matará a Cooper en su lugar. Al día siguiente, Locke se despierta para darse cuenta de que "los otros" han empacado sus cosas y están listos mudarse. "Los otros" lo abandonan mientras que Ben le advierte que no los siga hasta que mate a su padre.

## Otros capítulos
- Capítulo anterior: Fecha de concepción
- Capítulo siguiente: The Man Behind the Curtain